# Magnus Christensen
Magnus Christensen (Frederikshavn, 20 agosto 1997) è un calciatore danese, centrocampista dell'Öster.

## Carriera

### Club
Christensen è cresciuto nelle giovanili dell'Aalborg. Ha esordito in Superligaen in data 24 luglio 2016, sostituendo Casper Sloth nella vittoria per 0-1 sul campo del Randers. Il 23 novembre successivo, Christensen ha rinnovato il contratto che lo legava all'Aalborg, fino al 30 giugno 2020.
Il 24 settembre 2017 ha realizzato la prima rete nella massima divisione danese, nella vittoria per 3-1 sul Lyngby.
Il 15 giugno 2019, Christensen ha ulteriormente rinnovato l'accordo che lo legava al club, fino al 30 giugno 2022. Tuttavia, nella stagione 2020-2021 ha perso il posto da titolare e, nel mese di ottobre, ha subito la frattura di una mano in occasione di una partita disputata con la squadra riserve.
Nel mese di novembre 2020, in un'intervista rilasciata al quotidiano Nordjyske Stiftstidende, Christensen ha annunciato di voler lasciare l'Aalborg a causa dello scarso minutaggio concessogli in stagione. Nonostante alcuni rumor di mercato, però, a gennaio 2021 ha deciso di restare in squadra.
Il 30 giugno 2022, l'Aalborg ha comunicato ufficialmente che il contratto di Christensen, in scadenza quello stesso giorno, non sarebbe stato rinnovato.
L'11 luglio 2022 è passato quindi ai norvegesi dell'Haugesund, a cui si è legato fino al 31 luglio 2025: il trasferimento sarebbe stato ratificato a partire dal 1º agosto, data di riapertura del calciomercato locale.
Il 30 gennaio 2024 è passato allo Stabæk, firmando un contratto biennale. Il 19 marzo 2025 si è accordato con gli svedesi dell'Öster.

### Nazionale
Ha giocato nella nazionali giovanili danesi Under-19 ed Under-20.
Il 6 ottobre 2017 ha esordito con la nazionale Under-21 danese disputando il match di qualificazione per gli Europei Under-21 2019 vinto 5-2 contro la Georgia.

## Statistiche

### Presenze e reti nei club
Statistiche aggiornate al 19 marzo 2025.
| Stagione         | Club             | Campionato       | Campionato | Campionato | Coppe nazionali | Coppe nazionali | Coppe nazionali | Coppe continentali | Coppe continentali | Coppe continentali | Supercoppe | Supercoppe | Supercoppe | Totale | Totale |
| Stagione         | Club             | Comp             | Pres       | Reti       | Comp            | Pres            | Reti            | Comp               | Pres               | Reti               | Comp       | Pres       | Reti       | Pres   | Reti   |
| ---------------- | ---------------- | ---------------- | ---------- | ---------- | --------------- | --------------- | --------------- | ------------------ | ------------------ | ------------------ | ---------- | ---------- | ---------- | ------ | ------ |
| 2016-2017        | Aalborg          | SL               | 26         | 0          | CD              | 4               | 0               | -                  | -                  | -                  | -          | -          | -          | 30     | 0      |
| 2017-2018        | Aalborg          | SL               | 20         | 1          | CD              | 2               | 0               | -                  | -                  | -                  | -          | -          | -          | 22     | 1      |
| 2018-2019        | Aalborg          | SL               | 27         | 1          | CD              | 2               | 1               | -                  | -                  | -                  | -          | -          | -          | 29     | 2      |
| 2019-2020        | Aalborg          | SL               | 27         | 1          | CD              | 6               | 0               | -                  | -                  | -                  | -          | -          | -          | 33     | 1      |
| 2020-2021        | Aalborg          | SL               | 16         | 0          | CD              | 0               | 0               | -                  | -                  | -                  | -          | -          | -          | 16     | 0      |
| 2021-2022        | Aalborg          | SL               | 17         | 0          | CD              | 3               | 0               | -                  | -                  | -                  | -          | -          | -          | 20     | 0      |
| Totale Aalborg   | Totale Aalborg   | Totale Aalborg   | 133        | 3          |                 | 17              | 1               |                    | -                  | -                  |            | -          | -          | 150    | 4      |
| ago.-dic. 2022   | Haugesund        | ES               | 14         | 1          | CN              | 1               | 1               | -                  | -                  | -                  | -          | -          | -          | 15     | 2      |
| 2023             | Haugesund        | ES               | 28         | 0          | CN              | 2               | 0               | -                  | -                  | -                  | -          | -          | -          | 30     | 0      |
| Totale Haugesund | Totale Haugesund | Totale Haugesund | 42         | 1          |                 | 3               | 1               |                    | -                  | -                  |            | -          | -          | 45     | 2      |
| 2024             | Stabæk           | 1D               | 28         | 0          | CN              | 5               | 1               | -                  | -                  | -                  | -          | -          | -          | 33     | 1      |
| 2025             | Öster            | A                | 0          | 0          | CS              | 0               | 0               | -                  | -                  | -                  | -          | -          | -          | 0      | 0      |
| Totale           | Totale           | Totale           | 203        | 4          |                 | 25              | 3               |                    | -                  | -                  |            | -          | -          | 228    | 7      |